# Bayard Forrest
Bayard Forrest (San José, California, 8 de julio de 1954) es un exjugador de baloncesto estadounidense que jugó dos temporadas en la NBA. Con 2,08 metros de estatura, lo hacía en la posición de pívot.

## Trayectoria deportiva

### Universidad
Jugó durante cuatro temporadas con los Antelopes de la Universidad Grand Canyon, en las que promedió 18,0 puntos y 12,7 rebotes por partido. En 1975 fue el artífice de la victoria de su equipo en el Torneo de la NAIA, al conseguir 16 puntos, 12 rebotes, 6 asistencias y 4 tapones en la final ante Midwestern State, siendo elegido mejor jugador del torneo. Al año siguiente fue elegido por la NABC en el primer quinteto del All-American de la División II de la NCAA.

### Profesional
Fue elegido en la decimonovena posición del Draft de la NBA de 1976 por Seattle Supersonics, tras haber sido elegido el año anterior en la tercera ronda, en el puesto 54 por Phoenix Suns y por los San Antonio Spurs en la sexta ronda del draft de la ABA, prefiriendo completar su ciclo universitario. Pero tras pasarse toda la temporada en blanco, fue finalmente traspasado a Phoenix Suns a cambio de una futura segunda ronda del draft.
En los Suns, a las órdenes de John MacLeod, asumió el papel de suplente del titular Alvan Adams, promediando en su primera temporada 4,2 puntos y 3,9 rebotes por partido. Al año siguiente se repitió la historia, jugando más minutos pero manteniendo prácticamente igual sus estadísticas, con 4,0 puntos y 4,2 rebotes por partido.

## Estadísticas de su carrera en la NBA

### Temporada regular
| Temporada | Edad | Equipo       | Liga | P   | TIT | MIN  | TC  | TCA | %TC  | 3P | 3PA | %3P | TL  | TLA | %TL  | R.OF. | R.DEF. | REB | ASIS | ROB | TAP | PER | FP  | PTS |
| 1977-78   | 23   | Phoenix Suns | NBA  | 64  |     | 13.9 | 1.7 | 3.7 | .466 |    |     |     | 0.8 | 1.6 | .476 | 1.3   | 2.6    | 3.9 | 2.0  | 0.4 | 0.5 | 1.3 | 1.6 | 4.2 |
| 1978-79   | 24   | Phoenix Suns | NBA  | 75  |     | 16.6 | 1.6 | 3.6 | .434 |    |     |     | 0.8 | 1.5 | .539 | 1.5   | 2.7    | 4.2 | 2.2  | 0.4 | 0.5 | 1.4 | 2.0 | 4.0 |
| Total     |      |              | NBA  | 139 |     | 15.3 | 1.6 | 3.7 | .449 |    |     |     | 0.8 | 1.6 | .509 | 1.4   | 2.7    | 4.1 | 2.1  | 0.4 | 0.5 | 1.4 | 1.8 | 4.1 |

### Playoffs
| Temporada | Edad | Equipo       | Liga | P  | MIN | TCA | TC | 3PA | 3P | TLA | TL | R.OF. | REB | ASIS | ROB | TAP | PER | FP | PTS | %TC   | %3P | %FT  | MIN | PTS | REB | AST |
| 1977-78   | 23   | Phoenix Suns | NBA  | 1  | 3   | 1   | 1  |     |    | 0   | 0  | 0     | 0   | 0    | 0   | 0   | 0   | 0  | 2   | 1.000 |     |      | 3.0 | 2.0 | 0.0 | 0.0 |
| 1978-79   | 24   | Phoenix Suns | NBA  | 14 | 110 | 10  | 18 |     |    | 2   | 10 | 9     | 29  | 11   | 4   | 2   | 10  | 21 | 22  | .556  |     | .200 | 7.9 | 1.6 | 2.1 | 0.8 |
| Total     |      |              | NBA  | 15 | 113 | 11  | 19 |     |    | 2   | 10 | 9     | 29  | 11   | 4   | 2   | 10  | 21 | 24  | .579  |     | .200 | 7.5 | 1.6 | 1.9 | 0.7 |